# Jastrowsche Formel
Die Jastrowsche Formel (benannt nach dem Verfasser eines Aufsatzes in der Zeitschrift des Deutschen Notarvereins 1904, Seite 424 ff., in dem sie erstmals vorgeschlagen wurde) ist eine Gestaltungsmöglichkeit im Rahmen von gemeinschaftlichen Testamenten (siehe: Berliner Testament) oder Erbverträgen  nach deutschem Erbrecht, die Geltendmachung von Pflichtteilsansprüchen möglichst zu unterbinden. Bei der Jastrowschen Formel (auch Jastrow’sche Klausel genannt) handelt es sich um eine qualifizierte Pflichtteilsstrafklausel.

## Problemhintergrund
Bei der gegenseitigen Einsetzung der Ehepartner als Erben werden deren Abkömmlinge von der Erbfolge ausgeschlossen, bis auch der überlebende Ehegatte stirbt. Den Abkömmlingen steht jedoch zum Zeitpunkt des Versterbens des ersten Ehegatten noch der (nur in wenigen Fällen durch Pflichtteilsentziehung ausschließbare) Pflichtteilsanspruch aus § 2303 Abs. 1 S. 1 BGB zu. Der Pflichtteilsanspruch ist auf Geldzahlung gerichtet. Das ist oftmals problematisch, besonders wenn der Nachlass vorwiegend aus Immobilien etc. besteht, die eigentlich dem überlebenden Ehegatten erhalten bleiben sollten. Deshalb nimmt man so genannte Pflichtteilsstrafklauseln in das gemeinschaftliche Testament bzw. den Erbvertrag auf, um die Geltendmachung der Ansprüche möglichst zu unterbinden.
Nach der Pflichtteilsstrafklausel wird ein Abkömmling, der beim Tode des Erstversterbenden den Pflichtteil fordert, auch beim Tod des Letztversterbenden nur den Pflichtteil bekommen, also weniger als seinen vollen gesetzlichen Erbteil. Der Abkömmling soll damit von der Forderung des Pflichtteils abgehalten werden.

## Inhalt
Die Jastrowsche Formel bedeutet eine weitere Verschärfung der vorstehend beschriebenen, sog. einfachen Pflichtteilsstrafklausel. Danach erhalten diejenigen Abkömmlinge, die nach dem Tod des erstversterbenden Elternteils keinen Pflichtteil geltend machen, zusätzlich zu ihrem Erbteil nach dem Tod des zunächst überlebenden Elternteils Vermächtnisse von dem erstversterbenden Elternteil z. B. in Höhe ihrer gesetzlichen Erbteile, also mehr als lediglich den Pflichtteil. Teilweise wird auch ausdrücklich die Verzinsung der Geldvermächtnisse zwischen dem ersten und dem zweiten Todesfall angeordnet. In der Kautelarpraxis finden sich auch Vorschläge, die Geldvermächtnisse auf ein Mehrfaches des gesetzlichen Erbteils auszusetzen, um dadurch den Wert des Nachlasses des überlebenden Ehegatten weiter zu schmälern.

## Wirkung
Durch die Geltendmachung des Pflichtteils erhalten die anderen Abkömmlinge Vermächtnisse z. B. in Höhe ihrer gesetzlichen Erbteile. Der den Pflichtteil Beanspruchende wird also nicht nur von der Erbfolge ausgeschlossen, sondern der Nachlass des Letztversterbenden wird durch die gestundeten Vorausvermächtnisse der anderen Abkömmlinge gemindert, so dass der Pflichtteil nach dem Letztversterbenden geringer ausfällt. Teilweise wird auch vorgeschlagen, die Vorausvermächtnisse zu verzinsen. Dies muss aber sorgfältig bedacht werden, da nicht unerhebliche Einkommensteuer auflaufen kann.

## Zulässigkeit
Ob die Jastrowsche Formel zulässig ist und ob sie im Erbfall tatsächlich die gewünschten Folgen zeigt, ist bislang höchstrichterlich noch nicht entschieden. Die Zulässigkeit einer Pflichtteilsstrafklausel ist aber allgemein anerkannt und verstößt grundsätzlich insbesondere nicht gegen §§ 134, 138 BGB. Deshalb wird auch die Jastrowsche Klausel von der herrschenden Meinung als zulässig angesehen.
Wird der enterbte Abkömmling sozialhilfebedürftig, kann der Sozialhilfeträger von ihm die Geltendmachung des Pflichtteilanspruchs trotz der Strafklausel verlangen, um die eigene Hilfebedürftigkeit zu beseitigen. Unter bestimmten Umständen kann dieser Anspruch allerdings als nicht verwertbar gelten mit der Folge, dass der Sozialhilfeträger vorläufig leistet und den Anspruch auf sich überleitet, um ihn selbst geltend zu machen. Dies ist etwa dann der Fall, wenn der Nachlass ausschließlich aus Sachwerten (wie etwa einer Immobilie) besteht und der Erbe nicht in der Lage ist, mit seinen eigenen finanziellen Mitteln den Pflichtteilsanspruch des Abkömmlings zu befriedigen. Ebenso kann die Geltendmachung unter bestimmten Umständen eine besondere Härte darstellen, die eine Verwertung grundsätzlich ausschließt, etwa wenn der Erbe gleichzeitig Mutter des enterbten Abkömmlings ist und diese durch die Geltendmachung des Pflichtteilanspruchs selbst hilfebedürftig oder gar obdachlos werden würde.